# Волконский-Веригин, Василий Богданович Любка
Князь Василий Богданович Любка Волконский-Веригин (? — 1675) — стольник, голова, воевода и окольничий во времена правления Михаила Фёдоровича и Алексея Михайловича.
Представитель 1-й ветви княжеского рода Волконских. Рюрикович в XXI поколении. Младший (второй) сын князя Богдана Фёдоровича Волконского. Старший брат — князь Пётр Богданович Волконский убит под Москвой (1618).

## Биография
Стольник (1627—1668). Рында на приёме турецкого посла (23 и 29 сентября 1634). На отпуске литовских послов за столом «перед послами пить носил» (1635). Упоминается при Государе «на ухабе», предотвращая опрокидывания царских саней (1636). Поместный оклад его 600 четвертей (1640). Назначен вторым (23 июля 1642), а затем стал первым воеводой в Веневе (15 сентября — декабрь 1642). На обеде данном в Грановитой палате в честь датского королевича Вольдемара Христиановича потчевал датских послов (28 января 1644). Послан в Калугу, Орёл и Брянск приводить жителей к присяге (1645). Поместный оклад его 700 четвертей (1647 и 1658). Послан на литовскую украину (1647), где за службу и валовое дело Царёво-Алексеева города получил придачу к окладу в 100 четвертей земли (1651). Вероятно, что он воеводствовал в Орле (1649), так как на следующий год велено идти в сход с бояриным и князем Б. А. Репниным, воеводам украинных городов, а из Орла князю Василию Богдановичу. Ездил с Государём в Звенигород (1650). Первый судья в Холопьем приказе (1651). Служил вторым воеводой в Астрахани (1652-1655), приводил в подданство царю Алексею Михайловичу калмыков. Встречал датского посла в Сенях Золотой палаты (25 марта 1659). Назначен осадным воеводой в Переяслав на Левобережной Украине (1661), где с ним местничал И. И. Чаадаев. В этой должности он успешно отразил две осады Переяслава со стороны гетмана-изменника Юрия Хмельницкого. Стольник, дневал и ночевал при гробе царевича Симеона Алексеевича (11 июля 1669). Пожалован в окольничии (27 ноября 1670). Окольничий, участник свадьбы царя Алексея Михайловича (12 января 1671). Первый судья в Челобитном приказе (1671). Посылал свой двор на смотр, который устраивал Государь в присутствии персидских послов (29 января 1675).
Скончался († 15 апреля 1675), его отпевал Патриарх в церкви Знамении Богородицы, что на Арбате. Бездетен, с его смертью пресеклась ветвь князей Волконских-Веригиных.
Боярин, дворецкий и оружейничий Богдан Матвеевич Хитрово дал в Троице-Сергиев монастырь два вклада из выносных серебряных подсвечников с надписями на помин души по князю и окольничему Василию Богдановичу (1672 и 1675), что говорит об их близких отношениях.

## Критика
В книге княгини Елизаветы Григорьевны Волконской, под заглавием: "Род князей Волконских" (1900) сказано, что князь Василий Богданович возведён в сан окольничего (1668), что отмечено и в Боярской книге, но в послужном списке Древней российской вивлиофике показано, что это было в 179 году (1670), а в справке разрядного архива ещё точнее (27 ноября 1670).
В той же книге показано, что он умер († 25 января 1672), между тем Д.Ф. Кобеко, в заметках на эту книгу, приводит записи из которых видно, что его отпевал Патриарх в день похорон (17 апреля 1675).  